# Liriomyza hemerocallis
Liriomyza hemerocallis är en tvåvingeart som beskrevs av Hiroaki Iwasaki 1993. Liriomyza hemerocallis ingår i släktet Liriomyza och familjen minerarflugor. Inga underarter finns listade i Catalogue of Life.